# 藏地密码
《藏地密码》是中国大陆的一部网络小说，内容是一群人寻找传说中的香巴拉和战獒的历险故事。其作者笔名为何马（网名：飘逸的马）。
《藏地密码》这部小说最早在2008年1月开始在网络上连载，原名《战獒传说》，后又改名为《强巴历险记之最后的神庙》，最后改名为《藏地密码》。这本书在网络上迅速走红，该书的粉丝群建立，作者的真实身份被粉丝们“人肉搜索”，但作者何马本人却一直拒绝透露自己在现实生活中的真实身份，因此被称为“最神秘的网络作家”。目前《藏地密碼》经出版十部，已经完结，共计120万字。台灣普天出版的全書分為兩季，第一季有12集，第二季有七集。

## 目录

小说中提及的“光军”标志

### 第一季列表
- 1 紫麒麟傳說
- 2 帕巴拉神廟
- 3 亞馬遜叢林
- 4 馬雅的聖城
- 5 馬雅迷宮
- 6 地獄之門
- 7 古格煉獄
- 8 死亡西風帶
- 9 光照下的城堡
- 10 聖地香巴拉
- 11 冥河之路
- 12 香巴拉之夜

### 第二季列表
- 1 絕戶蠶毒
- 2 雀母王城
- 3 驚見操獸師
- 4 萬狼群嘯
- 5 狼族禁地
- 6 神廟核心
- 7 千載傳說

## 影視作品
2013年，中美影视公司在第三届北京国际电影节上宣布签约合作，将该作品改编成电影，2018年上映。
2016年，优酷、阿里数娱出品改编自该作品的同名网络剧，由曹东吾执导。